# Empicoris baerensprungi
Empicoris baerensprungi is een wants uit de familie roofwantsen (Reduviidae).

## Uiterlijk
Net als de andere soorten uit het geslacht Empicoris is Empicoris baerensprungi heel dun en heeft hij lange dunne poten, waardoor hij op een mug lijkt en op wantsen uit de familie steltwantsen (Berytidae). Het Connexivum (de verbrede rand van het achterlijf) is donkerbruin/zwart met gele tekening. De voorste doorn op het schildje (scutellum) staat doorgaans steiler omhoog en is vaak donker. De lengte is 3,6–4,5 mm.
Verschil met de muggenwants (Empicoris vagabundus): Die is veel groter, heeft een geheel wit connexivum en heeft smallere zwarte ringetjes om de witte poten en antennes.
Verschil met Empicoris culiciformis: de voorste doorn op het schildje (scutellum) staat naar achteren gericht, zeer zelden steiler omhoog en is meestal wittig. Verder zijn de verschillen zeer klein.

## Verspreiding en habitat
De soort wordt aangetroffen in Groot-Brittannië, Midden- en Zuid-Europa, Polen en Oekraïne tot in Azië. In Nederland is hij zeldzaam en is waargenomen in Gelderland en Utrecht. Door hun verborgen levenswijze worden ze niet zo vaak waargenomen. Ze leven op de stammen van loofbomen en naaldbomen, waar ze in de schorsspleten zitten.

## Leefwijze
Het voedsel bestaat uit insecten als houtluizen en stofluizen. De volwassen wants en mogelijk ook de nimfen overwinteren.